# Sadaf Ahmadi
Sadaf Ahmadi, född 9 mars 1985 i Teheran, är en iransk multikonstnär. Hon uttrycker sig genom dokumentär, experimentell film, scenkonst, videokonst, måleri och installationer.
I Sverige är hon mest känd för att fått sitt regimkritiska  konstverk ”Concrete” stoppad  för visning i Borås Kulturhus av säkerhetsskäl.   